# Ouest Lyonnais Basket
El Ouest Lyonnais Basket es un equipo de baloncesto francés con sede en la ciudad de Saint-Didier-au-Mont-d'Or, que compite en la NM3, la quinta competición de su país. Disputa sus partidos en el Complexe Sportif de Moulin Carron en Dardilly.

## Historia
En 2003 el equipo se fusiona con Champagne Sport Basket, Basket Féminin Champenois, Association Sportive de Dardilly y  Amicale Basket Saint-Didier/Limonest que constituyen el actual OLB. Después de 2003 el equipo es subvencionado por las ciudades de Champagne-au-Mont-d'Or, Dardilly, Saint-Didier-au-Mont-d'Or y Limones. Desde la temporada 2012-2013 también es subvencionado por la ciudad de Saint-Cyr-au-Mont-d'Or.

## Posiciones en liga
- 2009 - (1-NM2)
- 2010 - (9-NM2)
- 2011 - (10-NM2)
- 2012 - (11-NM2)
- 2013 - (5-NM2)
- 2014 - (8-NM2)
- 2015 -(8-NM2)
- 2016 -(11-NM2)
- 2017 -(10-NM2)
- 2018 -(14-NM2)
- 2019 -(9-NM2)
- 2020 -(11-NM2)
- 2021 -(13-NM2)
- 2022 -(14-NM2)